# 66

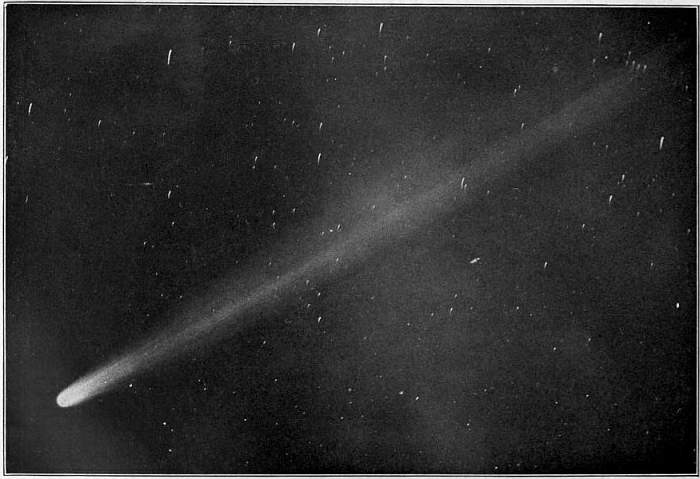
El cometa Halley fue visible por primera vez en el I milenio.

El año 66 (LXVI) fue un año común comenzado en miércoles del calendario juliano, en vigor en aquella fecha.
En el Imperio romano, se conoció como el Año del consulado de Telesino y Paulino (o menos frecuentemente, año 819 Ab urbe condita). La denominación 66 para este año ha sido usado desde principios del período medieval, cuando el Anno Domini se convirtió en el método prevalente en Europa para nombrar a los años.

## Acontecimientos

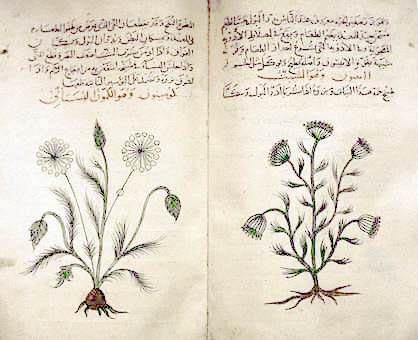
De materia medica, ejemplar en árabe.

Fue visible el cometa Halley, no volvería a serlo hasta 141.

### África
- Tiberio Julio Alejandro se convierte en prefecto romano de Egipto.
- Revuelta de los judíos en Egipto, 50.000 de ellos son masacrados en Alejandría según Flavio Josefo.

### Asia
- El procurador Gesio Floro ordena la masacre de 3.600 personas por los disturbios de Jerusalén, se inicia la primera guerra judeo-romana.
- Baekje invade Silla en la península de Corea y captura la fortaleza de Ugok.

### Europa
- El emperador romano Nerón, tras la negativa Antonia (hija del futuro emperador Claudio), se casa con su antigua amante: Estatilia Mesalina.
- En Roma, Nerón reconoce a Tiridates I de Armenia como legítimo monarca del Reino de Armenia. La dinastía arsácida gobernaría el país durante más de tres siglos.
- Nerón crea la Legio I Italica y nombra a Vespasiano comandante del ejército.
- Cayo Suetonio Paulino, antiguo gobernador de Britania, es designado cónsul romano.
- La Legio II Augusta traslada su cuartel a Gloucester.

## Literatura
- El médico griego Dioscórides publica «De materia medica». Se convertiría en el principal manual de farmacopea durante toda la Edad Media.
- El evangelizador cristiano Pablo de Tarso escribe la «Primera epístola a Timoteo».

## Fallecimientos

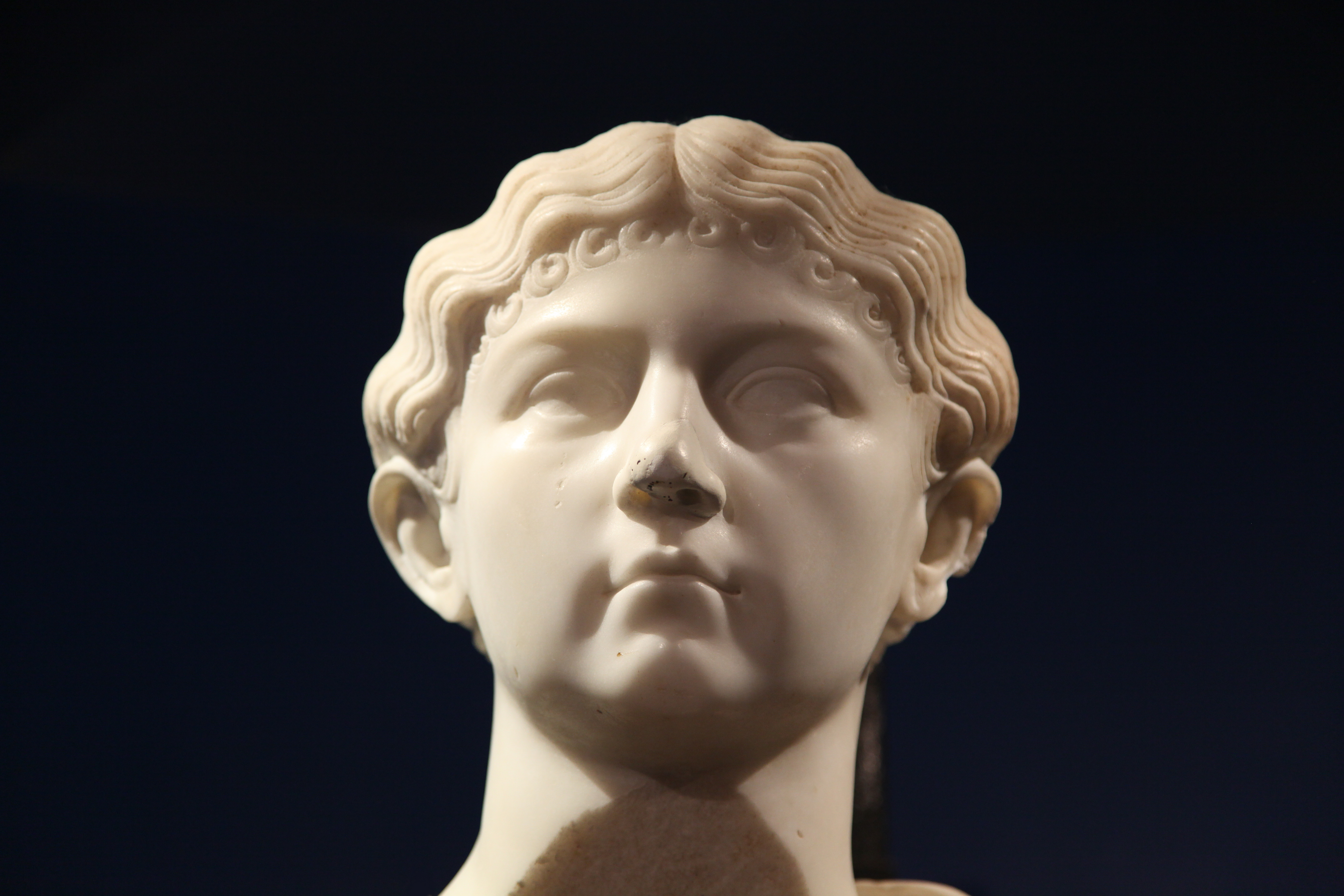
Antonia, hija de Claudio.

- Ananías, sumo sacerdote judío; asesinato.
- Antonia; ejecutada por órdenes de Nerón.
- Evelio, santo; martirizado.
- Antistia Politta, suicidio.
- Petronio, escritor romano, elige el suicidio como pena por haber participado en la Conjura de Pisón. Las falsas acusaciones lo enemistaron con Nerón. Escribió Satiricón, un romance satírico sobre la vida romana del siglo I.[1]
- Publio Clodio Trásea Peto, senador romano; suicidio.
- Publio Anteius Rufus; suicidio.
- Cneo Sencio Saturnino, cónsul romano.
- Torpes de Pisa, militar y santo; decapitación.